# Грейсън (окръг, Тексас)
Окръг Грейсън (на английски: Grayson County) е окръг в щата Тексас, Съединени американски щати. Площта му е 2536 km², а населението - 118 675 души. Административен център е град Шърман.